# Albrecht II Askańczyk
Albrecht II (ur. ok. 1250, zm. 25 sierpnia 1298 w Aken lub Wittenberdze) – książę Saksonii-Wittenbergi od 1261, arcymarszałek i elektor Rzeszy z dynastii askańskiej.
Był młodszym synem księcia saskiego Albrechta I oraz jego trzeciej żony, Heleny z Brunszwiku-Lüneburga.
Po śmierci ojca w 1261 po podziale dziedzictwa ze starszym bratem Janem otrzymał część Saksonii z Wittenbergą. W 1273 poparł w czasie elekcji na króla Niemiec Rudolfa I Habsburga i stał się jego ważnym współpracownikiem. Został także jego zięciem (poślubił w dniu koronacji Rudolfa jego córkę Agnieszkę). Dzięki poparciu królewskiemu stopniowo rozszerzał zasięg swoich posiadłości. Kontrolował Lubekę, objął palatynat saski, hrabstwa Brehna i Gommern. Zrzekł się jednak uprawnień burgrabiowskich w Magdeburgu na rzecz tamtejszych arcybiskupów, co było znaczącym uszczupleniem jego potęgi. W 1292 podczas kolejnej elekcji królewskiej opowiedział się przeciwko Habsburgom i poparł Adolfa z Nassau. Jednak w 1297 przyłączył się do koalicji przeciwko Adolfowi, a rok później poparł podczas elekcji Albrechta I Habsburga. Właściwie przez cały okres swego panowania toczył spory z krewnymi (bratem oraz kuzynami z Brandenburgii) spory terytorialne oraz o prawa elektorskie. Jednak po śmierci brata, Albrecht został opiekunem jego trzech synów, umocnił też wówczas przynależności uprawnień elektorskich do księstwa sasko-wittenberskiego.
Po śmierci Albrechta na tronie saskim zasiadł najstarszy jego syn, Rudolf I.